# Shodan
Shodan是一个包含数十亿个公开IP地址的数据库以及搜索引擎，人們可以通過該數據庫搜索到接入互联网的设备，例如路由器、服务器以及物联网设备。Shodan於2009年由约翰·马瑟利发布。